# Eccellenza Friuli-Venezia Giulia 2018-2019
Il campionato italiano di calcio di Eccellenza regionale 2018-19 è il 28º organizzato in Italia. Rappresenta il quinto livello (1º livello regionale) del calcio italiano.
Questo è il girone organizzato dal Comitato Regionale Friuli-Venezia Giulia.

## Stagione

### Novità
- Ripristino dei play-off: dopo l'esperimento della stagione 2013-14 (poi non disputati per distacco), vengono ripristinati i play-off per il secondo posto. Verranno disputati il 5 e 12 maggio 2019, stessa data per i play-out.
- Panchina lunga: sarà possibile portare in panchina 9 giocatori anziché 7. Potranno effettuare il riscaldamento massimo 3 giocatori per volta per ciascuna squadra posizionandosi alle spalle del guardalinee operante sul lato panchine, senza utilizzo di pallone (norma introdotta per evitare "furbate" e disturbo del gioco).
- Cooling break: in caso di temperature alte sarà possibile concordare una pausa di 1 minuto intorno alla mezz'ora dei due tempi per idratarsi.

### Formula
| REGOLAMENTO ECCELLENZA FRIULI-VENEZIA GIULIA 2018-19 |                                     | |
| Posizione                                            | Destino                             | Modalità di svolgimento |
| 1º                                                   | promozione diretta in Serie D       | - |
| dal 2º al 5º                                         | play-off                            | gli accoppiamenti delle semifinali saranno 2ª-5ª e 3ª-4ª in gara unica in casa della miglior piazzata. In caso di parità si effettueranno i tempi supplementari, in caso di ulteriore parità passa il turno la società miglior piazzata. Stesso procedimento per la finale. Non si disputeranno le sfide se il distacco sarà pari o superiore a 7 punti. |
| dal 6º all'11º                                       | rimangono in Eccellenza             | - |
| dal 12º al 15º                                       | play-out                            | gli accoppiamenti saranno 12ª-15ª e 13ª-14ª in gara unica in casa della miglior piazzata. In caso di parità si effettueranno i tempi supplementari; in caso di ulteriore parità retrocederà la società peggior piazzata. Non si disputeranno le sfide se il distacco sarà pari o superiore a 7 punti.                                                    |
| 16º                                                  | retrocessione diretta in Promozione | - |

| MECCANISMO PROMOZIONI-RETROCESSIONI FRIULI-VENEZIA GIULIA 2018-19 |                                                          |                                                     |                                                     |                                                     |
| -                                                                 | nessuna retrocessione di Società regionali dalla Serie D | 1 retrocessione di Società regionali dalla Serie D  | 2 retrocessioni di Società regionali dalla Serie D  | 3 retrocessioni di Società regionali dalla Serie D  |
| Promossa in Serie D                                               | la 1ª classificata                                       | la 1ª classificata                                  | la 1ª classificata                                  | la 1ª classificata                                  |
| Retrocederanno dall'Eccellenza                                    | l'ultima classificata. Altre 2 squadre dai play-out      | l'ultima classificata. Altre 2 squadre dai play-out | l'ultima classificata. Altre 2 squadre dai play-out | l'ultima classificata. Altre 3 squadre dai play-out |

- OBBLIGO DI IMPIEGO DI CALCIATORI “GIOVANI”

Alle gare del Campionato di Eccellenza e alla altre dell’attività ufficiale organizzata dalla Lega Nazionale Dilettanti, possono partecipare, senza alcuna limitazione di impiego in relazione all’età massima, tutti i calciatori regolarmente tesserati per la stagione sportiva 2018/2019 che abbiano
compiuto anagraficamente il 15º anno di età, nel rispetto delle condizioni previste dall’art. 34, comma 3, delle N.O.I.F.
Premesso quanto sopra, come pubblicato sul CU 150 del 28.06.2018, il Consiglio Direttivo del Comitato Regionale Friuli Venezia Giulia, nell’intento di valorizzare maggiormente i calciatori giovani e preso atto della volontà manifestata dalle Società interessate, previo nulla osta da parte
della L.N.D., ha stabilito che nelle singole gare dell’attività ufficiale 2018/2019, le Società partecipanti al Campionato di Eccellenza hanno l’obbligo di impiegare – sin dall’inizio e per l’intera durata delle stesse e, quindi, anche nel caso di sostituzioni successive di uno o più dei partecipanti
– almeno TRE calciatori così distinti in relazione alle seguenti fasce di età:
- 1 nato dall’1.1.1998 in poi
- 1 nato dall’1.1.1999 in poi
- 1 nato dall’1.1.2000 in poi

Resta inteso che, in relazione a quanto precede, debbono eccettuarsi i casi di espulsione dal
campo e, qualora siano state già effettuate tutte le sostituzioni consentite, anche i casi di infortunio
dei calciatori delle fasce di età interessate.

### Avvenimenti
Col CU 001 del 02/07/2018 il Comitato Regionale F.V.G. ha comunicato le 16 squadre aventi diritto di partecipare al campionato di Eccellenza del Friuli Venezia Giulia 2018-19:
- 12 hanno mantenuto la categoria: Cordenons, E.Brian, Fontanafredda, Gemonese, Kras, Lignano, Lumignacco, Manzanese, Ronchi, San Luigi, Torviscosa e Tricesimo
- nessuna è stata retrocessa dalla Serie D
- 3 sono state promosse dalla Promozione : Flaibano, Pro Gorizia (vincitrici dei gironi), Fiume Veneto e Juventina (vincitrici dei play-off)

Col CU 013 del 21/08/2018 il Comitato Regionale ha confermato le 16 partecipanti.

## Squadre partecipanti
| Club                                | Città (provincia)                 | campo di gioco                    | Stagione 2017-2018                                             |
| ----------------------------------- | --------------------------------- | --------------------------------- | -------------------------------------------------------------- |
| A.S.D. Comunale Fiume Veneto Bannia | Fiume Veneto (PN)                 | Campo Principale                  | 2ª in Promozione/gir. A. Promossa ai play-off                  |
| A.S.D. Comunale Fontanafredda       | Fontanafredda (PN)                | Stadio Omero Tognon               | 12ª in Eccellenza                                              |
| A.S.D. Cordenons                    | Cordenons (PN)                    | Stadio Comunale "A.S.S.I."        | 7ª in Eccellenza                                               |
| A.S.D. Edmondo Brian                | Precenicco (UD)                   | Stadio Franco Comisso             | 6ª in Eccellenza                                               |
| G.S. Flaibano                       | Flaibano (UD)                     | Stadio Remigio Picco              | 1ª in Promozione/gir. A. Promossa                              |
| A.S.D. Gemonese                     | Gemona del Friuli (UD)            | Stadio Ammiraglio Diego Simonetti | 8ª in Eccellenza                                               |
| A.S.D. Juventina                    | Sant'Andrea di Gorizia            | Campo di via del Carso            | 2ª in Promozione/gir. B. Promossa ai play-off                  |
| A.S.D. N.K. Kras                    | Monrupino (TS)                    | Stadio Comunale di Monrupino      | 14ª in Eccellenza. Salva ai play-out                           |
| A.S.D. Lignano                      | Lignano Sabbiadoro (UD)           | Stadio Guido Teghil               | 4ª in Eccellenza                                               |
| A.S.D. Lumignacco                   | Lumignacco di Pavia di Udine (UD) | Campo Sportivo di Lauzacco        | 2ª in Eccellenza. Partecipa ai play-off nazionali              |
| A.S.D. Manzanese 1919               | Manzano (UD)                      | Stadio Polisportivo Olivo         | 9ª in Eccellenza                                               |
| A.S.D. Pro Gorizia                  | Gorizia                           | Stadio Enzo Bearzot               | 1ª in Promozione/gir. B. Promossa. Detentrice coppa Promozione |
| A.S.D. Ronchi Calcio                | Ronchi dei Legionari (GO)         | Stadio Alfredo Lucca              | 11ª in Promozione                                              |
| A.S.D. San Luigi                    | Trieste                           | Campo San Luigi                   | 5ª in Eccellenza. Detentrice coppa Eccellenza                  |
| A.S.D. Torviscosa                   | Torviscosa (UD)                   | Stadio Beppino Tonello            | 3ª in Eccellenza                                               |
| A.S.D. Tricesimo                    | Tricesimo (UD)                    | Campo Mario Giordano              | 10ª in Eccellenza                                              |

## Classifica
|                             | Pos. | Squadra             | Pt | G  | V  | N  | P  | GF | GS | DR  |
| --------------------------- | ---- | ------------------- | -- | -- | -- | -- | -- | -- | -- | --- |
|                             | 1.   | San Luigi           | 72 | 30 | 22 | 6  | 2  | 75 | 31 | +44 |
|                             | 2.   | Edmondo Brian       | 56 | 30 | 15 | 11 | 4  | 56 | 30 | +26 |
|                             | 3.   | Pro Gorizia         | 54 | 30 | 15 | 9  | 6  | 46 | 30 | +16 |
|                             | 4.   | Torviscosa          | 50 | 30 | 13 | 11 | 6  | 47 | 32 | +15 |
|                             | 5.   | Cordenons           | 48 | 30 | 14 | 6  | 10 | 38 | 34 | +4  |
|                             | 6.   | Ronchi              | 45 | 30 | 12 | 9  | 9  | 54 | 48 | +6  |
|                             | 7.   | Lumignacco          | 44 | 30 | 11 | 11 | 8  | 40 | 35 | +5  |
|                             | 8.   | Fiume Veneto Bannia | 41 | 30 | 12 | 5  | 13 | 51 | 47 | +4  |
|                             | 9.   | Tricesimo           | 39 | 30 | 11 | 6  | 13 | 34 | 41 | -7  |
|                             | 10.  | Manzanese           | 39 | 30 | 11 | 6  | 13 | 38 | 49 | -11 |
|                             | 11.  | Gemonese            | 37 | 30 | 9  | 10 | 11 | 44 | 47 | -3  |
|                             | 12.  | Juventina S. Andrea | 32 | 30 | 10 | 2  | 18 | 28 | 47 | -19 |
|                             | 13.  | Kras                | 31 | 30 | 8  | 7  | 15 | 22 | 36 | -14 |
|                             | 14.  | Fontanafredda       | 28 | 30 | 8  | 4  | 18 | 28 | 49 | -21 |
|                             | 15.  | Flaibano            | 27 | 30 | 7  | 6  | 17 | 33 | 50 | -17 |
|                             | 16.  | Lignano             | 20 | 30 | 5  | 5  | 20 | 26 | 54 | -28 |
| Fonte: CU 10 del 09.08.2019 |      |                     |    |    |    |    |    |    |    |     |

Legenda:

      Promossa in Serie D 2019-2020.

 Ammessa ai play-off o play-out.

      Vince i play-off e ammessa ai play-off nazionali.

      Retrocessa in Promozione 2019-2020.
Note:

Tre punti a vittoria, uno a pareggio, zero a sconfitta.

## Risultati
- Martedì 28 agosto 2018 alle ore 18:30 presso il Kursaal Club di Lignano Sabbiadoro, il Comitato Regionale FVG ha diramato il calendario.

|                     | FVB | Fon | Cor | E.B | Fla | Gem | Juv | Kra | Lig | Lum | Man | P.G | Ron | S.L | Tor | Tri |
| ------------------- | --- | --- | --- | --- | --- | --- | --- | --- | --- | --- | --- | --- | --- | --- | --- | --- |
| Fiume Veneto Bannia |     | 0-1 | 0-1 | 3-0 | 2-0 | 2-4 | 2-0 | 0-2 | 0-1 | 3-2 | 4-1 | 1-1 | 2-3 | 1-2 | 1-2 | 1-0 |
| Fontanafredda       | 1-3 |     | 0-2 | 1-1 | 3-2 | 1-3 | 3-0 | 3-1 | 1-0 | 2-0 | 0-1 | 0-0 | 2-0 | 0-1 | 1-1 | 0-1 |
| Cordenons           | 0-5 | 4-2 |     | 0-1 | 0-1 | 0-0 | 1-0 | 2-1 | 1-0 | 2-2 | 2-1 | 0-1 | 2-0 | 1-2 | 0-0 | 0-2 |
| E.Brian             | 1-1 | 6-2 | 1-3 |     | 1-0 | 4-1 | 0-0 | 1-1 | 6-1 | 1-1 | 2-0 | 2-2 | 2-0 | 1-1 | 2-2 | 3-0 |
| Flaibano            | 1-1 | 2-1 | 0-1 | 0-2 |     | 2-1 | 1-0 | 2-2 | 2-2 | 3-0 | 2-0 | 2-2 | 0-1 | 0-1 | 0-2 | 0-1 |
| Gemonese            | 2-1 | 2-0 | 2-2 | 1-4 | 4-4 |     | 0-1 | 0-1 | 1-1 | 1-4 | 2-0 | 0-0 | 0-0 | 1-1 | 0-2 | 1-2 |
| Juventina           | 3-1 | 2-1 | 3-1 | 0-3 | 0-2 | 1-0 |     | 2-0 | 4-0 | 2-4 | 1-3 | 0-2 | 0-2 | 0-1 | 0-2 | 3-3 |
| Kras                | 0-2 | 0-0 | 0-1 | 0-1 | 0-0 | 0-2 | 1-0 |     | 0-2 | 1-0 | 0-1 | 1-0 | 2-2 | 1-0 | 1-3 | 1-0 |
| Lignano             | 1-2 | 1-2 | 1-1 | 0-1 | 4-2 | 0-1 | 1-0 | 0-0 |     | 1-1 | 0-1 | 2-1 | 2-4 | 0-2 | 0-2 | 0-1 |
| Lumignacco          | 1-1 | 1-0 | 0-1 | 1-0 | 3-1 | 0-2 | 2-0 | 3-2 | 2-0 |     | 1-2 | 1-0 | 2-1 | 0-0 | 0-0 | 0-1 |
| Manzanese           | 1-1 | 1-0 | 1-3 | 2-2 | 2-1 | 4-2 | 0-1 | 0-0 | 3-2 | 2-2 |     | 1-5 | 1-1 | 0-3 | 4-1 | 1-2 |
| Pro Gorizia         | 5-3 | 2-1 | 3-2 | 1-1 | 2-0 | 1-1 | 1-0 | 2-0 | 1-0 | 1-1 | 2-0 |     | 1-3 | 2-4 | 0-1 | 3-1 |
| Ronchi              | 1-3 | 2-0 | 1-1 | 2-3 | 4-1 | 2-2 | 2-0 | 3-1 | 3-1 | 1-1 | 3-1 | 2-3 |     | 2-3 | 1-1 | 3-3 |
| San Luigi           | 6-2 | 5-0 | 1-0 | 3-1 | 3-1 | 5-3 | 6-1 | 1-0 | 4-3 | 3-3 | 3-1 | 0-0 | 5-1 |     | 2-2 | 3-0 |
| Torviscosa          | 3-0 | 2-0 | 2-1 | 1-1 | 3-0 | 1-1 | 1-2 | 2-1 | 3-0 | 1-2 | 1-3 | 0-1 | 2-2 | 2-4 |     | 1-1 |
| Tricesimo           | 1-3 | 3-0 | 1-3 | 0-2 | 2-1 | 1-4 | 1-2 | 1-2 | 2-0 | 0-0 | 0-0 | 0-1 | 1-2 | 2-0 | 1-1 |     |

### Spareggi

#### Play-off
|                                                     | Semifinali |             | Luogo e data               |
| --------------------------------------------------- | ---------- | ----------- | -------------------------- |
| Edmondo Brian esentato (per distacco sul Cordenons) |            |             |                            |
| Pro Gorizia                                         | 3-1        | Torviscosa  | Gorizia, 5 maggio 2019     |
|                                                     | Finale     |             |                            |
| Edmondo Brian                                       | 3-1        | Pro Gorizia | Precenicco, 12 maggio 2019 |

#### Play-out
|                     | Risultati |               | Luogo e data                           |
| ------------------- | --------- | ------------- | -------------------------------------- |
| Juventina S. Andrea | 0-1       | Flaibano      | Sant'Andrea di Gorizia, 12 maggio 2019 |
| Kras                | 1-2       | Fontanafredda | Monrupino, 12 maggio 2019              |